# دانييلا دي سيلفا (عالمة رياضيات)
دانييلا دي سيلفا (بالإنجليزية: Daniela De Silva) هي عالمة رياضيات إيطالية معروفة بخبرتها في المعادلات التفاضلية الجزئية. وهي أستاذ مشارك في الرياضيات في كلية بارنارد وجامعة كولومبيا.

## التعليم والوظيفة
أكملت دانييلا دي سيلفا دراستها الجامعية في الرياضيات في جامعة نابولي فيدريكو الثاني ، وحصلت على درجة البكالوريوس هناك في عام 1997. وأكملت الدكتوراه في معهد ماساتشوستس للتكنولوجيا في عام 2005. كان موضوع أطروحتها هو وجود وانتظام حلول رتابة إلى مشكلة الحدود الحرة، تحت إشراف ديفيد جيريسون.
أكملت العديد من الأبحاث بعد الدكتوراة في معهد بحوث العلوم الرياضية، وعملت كأستاذ مساعد في جامعة جونز هوبكنز، والتحقت بكلية بارنارد وجامعة كولومبيا في عام 2007.

## التكريم
فازت دانييلا دي سيلفا بجائزة سادوسكي لعام 2016 من جمعية المرأة للرياضيات عن «الإسهامات الأساسية في نظرية الانتظام في المعادلات التفاضلية الإهليلجية الجزئية غير الخطية والمعادلات التفاضلية التكاملية غير المحلية». وفي عام 2018، كرمتها كلية بارنارد بجائزة للعلماء والممارسين المتميزين.